# Дербеневская набережная
Дербе́невская на́бережная (Дербеновская набережная) — набережная Москвы-реки в Даниловском районе Южного административного округа города Москвы. Лежит между Новоспасским мостом и 1-м Павелецким проездом. Нумерация домов ведётся от Новоспасского моста.

## История и название
Название XIX века дано по близлежащей Дербеневской улице, которая, в свою очередь, обязана своим названием урочищу Дербеневка, упоминавшемуся уже в XIV веке. Есть две версии происхождения этого названия. Более распространённая версия возводит его к встречающемуся в письменных источниках XVII века термину «дерба», «дербина» — «залежь; заросшая пашня, с которой срезается (сдирается) верхний слой; пашня; заросшая лесом или кустарником; понижение, занятое луговой растительностью, кочкарником». Другая версия возводит его к антропониму.
Название рекомендуется произносить с ударением на вторую букву «е»; буквы «ё» в слове нет: Дербе́невская набережная. При этом распространено и произношение Дербенёвская набережная.
Уже в 1547 году на участке современной Дербеневской набережной располагалась Кожевническая чёрная полусотня: поселение, в котором к 1632-му уже числился 51 двор. После чумы 1654-го, унесшей жизни 157 человек, в живых осталось только 43 жителя поселения. Слободу ликвидировали в начале XVIII века, однако вплоть до конца столетия 13 из московских кожевенных заводов работали в этом районе.

## Примечательные здания и сооружения
По нечётной стороне:
- № 1, стр. 1, 3, 5, 6, 7 — квартал между современными Дербеневской улицей, Дербеневской набережной, 1-м и 3-м Дербеневскими переулками занимал построенный ещё в 1887 году комплекс бывшего «Товарищества кожевенного и сыромятного заводов Михаил Жемочкин с сыновьями», на его основе был открыт кожевенный завод «Труженик» треста Москож, позднее переименованный в завод имени Тельмана. Ансамбль из краснокирпичных зданий не имел статуса памятника, но относился к объектам исторической среды, формирующих ансамбль Замоскворечья[5][6]. В 2020 году бизнес-парк «Дербеневский» выкупила компания «Пионер», планирующая возвести на его месте комплекс с жилым клубным домом и офисной «многоэтажкой». Эксперты-архитекторы называют снос очередной управленческой ошибкой, которая в конечном итоге ведёт к полной утрате исторического облика Москвы[7][8].

- № 7, 11 — ансамбль зданий ситценабивной фабрики Эмиля Цинделя (1886—1891). Фабричный комплекс был основан в 1825 году И. Я. Штейнбахом, а к Цинделю перешёл в середине XIX века. Тогда было зарегистрировано паевое товарищество с уставным капиталов в 1,5 млн рублей, закуплены английские фирмы «Де Джерси» и паровые машины, построены новые корпуса завода[5]. В 2006—2008 году комплекс реконструировали и приспособили под современное использование, открыв в нём «Деловой квартал „Новоспасский“»[9].

## Транспорт
- Станции метро  Павелецкая,  Павелецкая,  Пролетарская,  Крестьянская Застава
- Трамваи А, 38
- Автобусы 913, 984, с932